# 에밀리 러드
에밀리 러드(Emily Rudd, 1993년 2월 24일 ~ )는 미국의 배우이다.

## 출연 작품

### 영화
- 피어 스트리트 파트 2: 1978 (2021) - 신디 버먼 역
- 피어 스트리트 파트 3: 1666 (2021) - 에비게일 / 신디 버먼 역

### 텔레비전
- 다이너스티 (2017) - 헤이디 역
- 헌터스 (2022)
- 원피스 (2023) - 나미 역